# Playa de Oyambre
La playa de Oyambre está situada en el municipio de Valdáliga y San Vicente de la Barquera, en la Comunidad Autónoma de Cantabria, España, dentro del Parque natural de Oyambre.